# Aulad Si Sulajman
Aulad Si Sulajman (ar. أولاد سي سليمان, fr. Ouled Si Slimane) – miasto w północnej Algierii, w prowincji Batina.